# Exomis
Exomis là chi thực vật có hoa trong họ Amaranthaceae.